# Grossgermanisches Reich

Confini del pianificato Großgermanisches Reich basato su vari obiettivi espansionistici tedeschi, dei quali solo alcuni completamente definiti (ad esempio il Generalplan Ost) dai dirigenti dell'amministrazione statale e delle SS.

Il Großgermanisches Reich, tradotto in italiano "Grande Reich germanico" e il cui nome completo era Großgermanisches Reich Deutscher Nation ("Grande Reich germanico della nazione tedesca"), è stato il nome ufficiale dell'entità politica che la Germania nazista aveva pianificato di instaurare in Europa durante la seconda guerra mondiale.
Albert Speer cita nelle sue memorie che Adolf Hitler si riferì al visionario stato del Reich teutonico della nazione tedesca, anche se non è chiaro se Speer usasse la parola "teutonico" come sinonimo di "germanico". Hitler, nel suo saggio politico Mein Kampf cita invece un futuro Germanischer Staat Deutscher Nation ("Stato germanico della nazione tedesca").
Le mire territoriali del Großgermanisches Reich non sono mai state univocamente definite. Per esempio, dopo la sottoscrizione del patto di non aggressione Molotov-Ribbentrop tra Germania e Unione Sovietica, alla Germania veniva assicurata un'espansione verso est limitatamente alla porzione centro-occidentale della Polonia: quindi Hitler, tra il 1939 e il 1941, non incluse nel progetto alcun territorio sovietico. In quel lasso di tempo l'obiettivo perseguito consistette nell'unificazione dei popoli di origine germanica della Scandinavia e dei Paesi Bassi storici al Reich tedesco. Secondo altri progetti si sarebbe dovuto ripristinare il vecchio confine occidentale del Sacro Romano Impero includendo anche i territori francofoni.
Il proposito di questo Impero pangermanico era quello di integrare tutte le popolazioni di lingua germanica in un grande Reich allargato. Il territorio di questo ipotetico Stato avrebbe dovuto innanzitutto comprendere i territori del già allargato Reich tedesco attraverso l'Anschluss e varie altre annessioni realmente avvenute a partire dal 1938: l'Austria; i Sudeti; parte della Cecoslovacchia (la Boemia e la Moravia); parte della Lituania (il Territorio di Memel); la parte occidentale e centrale della Polonia; parte del Belgio (Eupen-Malmedy); parte della Francia (l'Alsazia-Lorena); parte della Slovenia (la Bassa Stiria, l'Alta Carniola e la Carinzia meridionale); il Lussemburgo. Era previsto l'ulteriore allargamento dei confini mediante altre annessioni solo pianificate o in qualche modo avviate con l'occupazione dei territori attraverso l'istituzione di amministrazioni civili (Reichskommissariat) o di amministrazioni militari nei paesi occupati: il Belgio nella sua interezza (le Fiandre e la Vallonia); l'Olanda; la Danimarca, l'Islanda, le Faroe e la Groenlandia; la Norvegia; la Svezia; gran parte della Francia orientale (dal Nord-Passo di Calais al lago Lemano); il Liechtenstein; le parti germanofona e francofona della Svizzera; il Banato; le isole del Canale.
L'eccezione più evidente in questo progetto pangermanico era l'assenza dell'anglosassone Regno Unito, per il quale era stato pianificato un ruolo da alleato. Un'altra eccezione fu costituita dall'Alto Adige, territorio dell'Italia, paese dell'Asse alleato dei tedeschi dove, in seguito a un accordo fra i due stati si procedette con la grande opzione (Große Option in tedesco) attraverso la quale alla popolazione di lingua tedesca fu imposto di scegliere se diventare cittadini tedeschi e conseguentemente trasferirsi nei territori del Terzo Reich o se rimanere cittadini italiani, integrandosi nella cultura italiana e rinunciando a essere riconosciuti come minoranza linguistica. La successiva espansione verso est, iniziata con l'avvio dell'operazione Barbarossa, non ebbe caratteri ideologici, razziali o linguistici ma fu attuata per scopi colonialisti e imperialisti, al fine di assicurare alla Germania il cosiddetto Lebensraum ("spazio vitale"), che avrebbe dovuto estendersi fino ai monti Urali o addirittura fino al fiume Enisej. Hitler pianificò che la popolazione russa che viveva a occidente degli Urali "di troppo" sarebbe dovuta essere deportata a est della catena montuosa stessa.

## Fondamenti ideologici

### Razzismo nordicista
Caratteristica fondamentale dell'ideologia nazista, e base per le politiche perseguite dal regime, era la convinzione che la specie umana fosse suddivisibile in razze. Seguendo il modello dominante nel mondo europeo fin dal secolo precedente, si riteneva che la razza superiore per caratteristiche fisiche e intellettuali fosse innanzitutto quella europoide (o caucasoide), ovvero la "razza bianca"; gli indigeni dell'Africa, dell'Oceania, delle Americhe e di gran parte dell'Asia erano reputati biologicamente inferiori. Tale grande razza europoide era tuttavia a sua volta suddivisibile in diverse sotto-razze, anch'esse passibili di essere ordinate, in base a caratteristiche fisiche e (presunte) intellettuali e psicologiche, secondo uno schema gerarchico.
Nelle teorie razziali dominanti nell'ambito anglosassone e tedesco dell'epoca (teorie fatte proprie integralmente dall'ideologia nazista) si tendeva per lo più a vedere nella cosiddetta razza nordica (presente soprattutto nella Scandinavia, nei Paesi Bassi e in varie parti della Germania e dell'Inghilterra) la superiore a tutte le altre razze e sotto-razze, configurandola in tal modo come il vertice fisico, intellettuale e psicologico dell'intera umanità. Caratteristiche fisiche precipue di tale razza nordica erano considerate la statura tendenzialmente alta, la lunghezza del cranio (dolicocefalia), la faccia stretta e la pigmentazione chiara di occhi, capelli e pelle; caratteristiche psicologiche venivano rilevate dal carattere (i nordici erano descritti come coraggiosi, veritieri, equi, competitivi, ingenui e riservati); caratteristica intellettuale dei nordici era ritenuta essere la loro capacità innovatrice e speculativa, cui nessun'altra razza avrebbe mai potuto paragonarsi, capacità responsabile della nascita e dello sviluppo di molte antiche civiltà (vedi sotto alla sezione Arianesimo). Tale razza superiore (Herrenvolk) era considerata in via d'estinzione o comunque in grave decadenza numerica, in seguito a meticciati, matrimoni misti e perdita della "coscienza razziale" (tutto ciò indicato col termine Entnordung, cioè "denordificazione"), con preoccupanti conseguenze, si riteneva, sulla storia umana.
Tali teorie nordiciste furono fortemente sostenute, tra gli altri, da due autori le cui opere ebbero una pesante influenza su Hitler e sulle sue concezioni del mondo e della Storia: l'americano Madison Grant (con il suo The Passing of the Great Race, considerato da Hitler "la sua Bibbia") e il tedesco Hans F.K. Günther (con i suoi vari lavori sull'argomento). In un'occasione Hitler ebbe a dichiarare:
Tale proposito di sostegno alla razza nordica e di "nordicizzazione" (Aufnordung) della popolazione tedesca (dove, secondo Günther e altri antropologi, il tipo razziale dominante non era quello nordico, pur numeroso, bensì quello alpino) ebbe un parziale avviamento con la nascita del Progetto Lebensborn, fortemente voluto da Himmler. Secondo Günther lo Stato avrebbe dovuto avviare indagini statistiche dettagliate per determinare con precisione l'esatta conformazione razziale della popolazione tedesca;  una volta ottenute le statistiche, il passo successivo sarebbe stato quello di valorizzare il più possibile gli elementi nordici allo scopo di incrementarne la consistenza numerica e, al contempo, di ridurre quella degli altri tipi razziali.
Tali teorie e propositi non mancarono di generare un certo timore in quelle zone della Germania in cui il tipo nordico era relativamente più raro (come la Baviera e l'Austria), i cui abitanti temevano che sarebbero stati trattati come cittadini di seconda categoria; ciononostante Hitler dichiarò: 
Himmler diresse tutta la sua attività nel tentativo di creare una "aristocrazia nordica" all'interno del popolo tedesco, un'aristocrazia tesa alla rigenerazione razziale del Volk, tentativo reso manifesto dall'organizzazione e dal programma da lui dati alle SS. In un'occasione Himmler dichiarò:

### Arianesimo
Altra caratteristica fondamentale dell'ideologia nazista (che anche in questo caso non fece che riprendere e sviluppare teorie maturate nei decenni precedenti) era la particolare considerazione in cui veniva tenuta l'antica e misteriosa stirpe ariana. L'esistenza di questo popolo (chiamato più correttamente "indoeuropeo", in quanto il termine "ariano/Arya" designa propriamente la sua branca indo-iranica) era venuta alla luce con i progressi compiuti dalla linguistica nel XIX secolo, che avevano permesso di rintracciare l'origine comune della maggioranza delle lingue europee e di quelle dell'Iran e dell'India. Antiche civiltà (quella greca, quella romana - e in generale quella europea - quella persiana e vedica) che avevano pesantemente segnato, con la loro eredità storico-culturale, lo sviluppo civile, letterario e scientifico dell'umanità venivano ora viste come forme di sviluppo locali di un unico popolo vissuto in tempi protostorici.
Gli studi di alcuni linguisti e archeologi (tra cui Penka e Kossinna) erano giunti alla conclusione che la patria ancestrale (la Urheimat) degli indoeuropei/ariani - e base per la loro successiva espansione eurasiatica - fosse da rintracciarsi nell'Europa settentrionale, in particolare nello Jutland o nella Germania del Nord (teorie oggi respinte dalla maggioranza degli studiosi). Il porre la patria ancestrale indoeuropea nell'Europa settentrionale aveva fatto sì che gli antichi ariani avessero finito per essere considerati un popolo di razza nordica, avendo iniziato la propria espansione partendo da quei territori in cui è tipicamente presente tale razza. La teoria dell'Urheimat settentrionale (che all'epoca fu accolta per lo più nel mondo germanico) rafforzò così ulteriormente il razzismo nordicista.

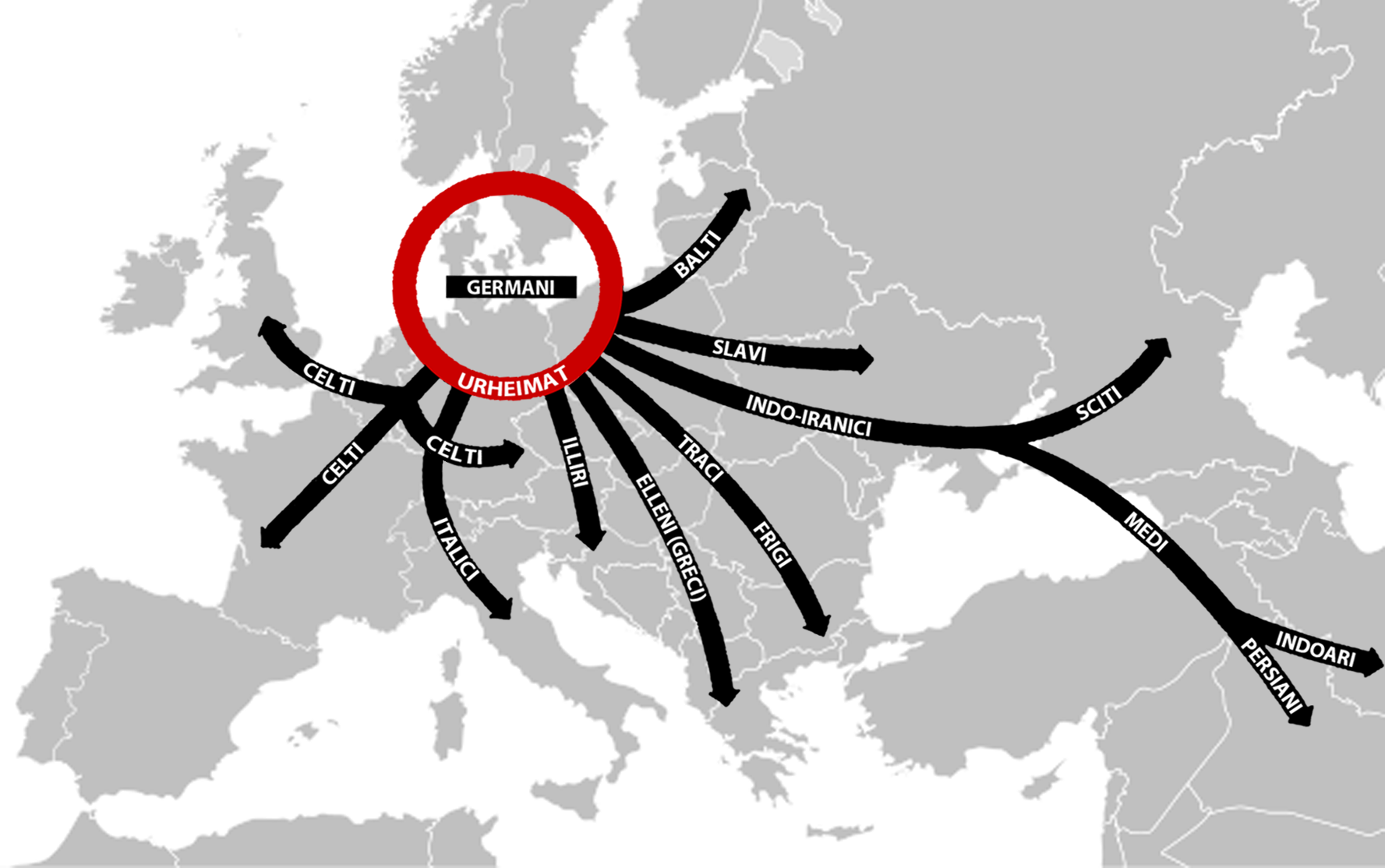
L'Urheimat ariana (cerchio rosso) e l'espansione delle popolazioni indoeuropee secondo Kossinna. Tale teoria fece sì che gli antichi indoeuropei venissero considerati un popolo di razza nordica

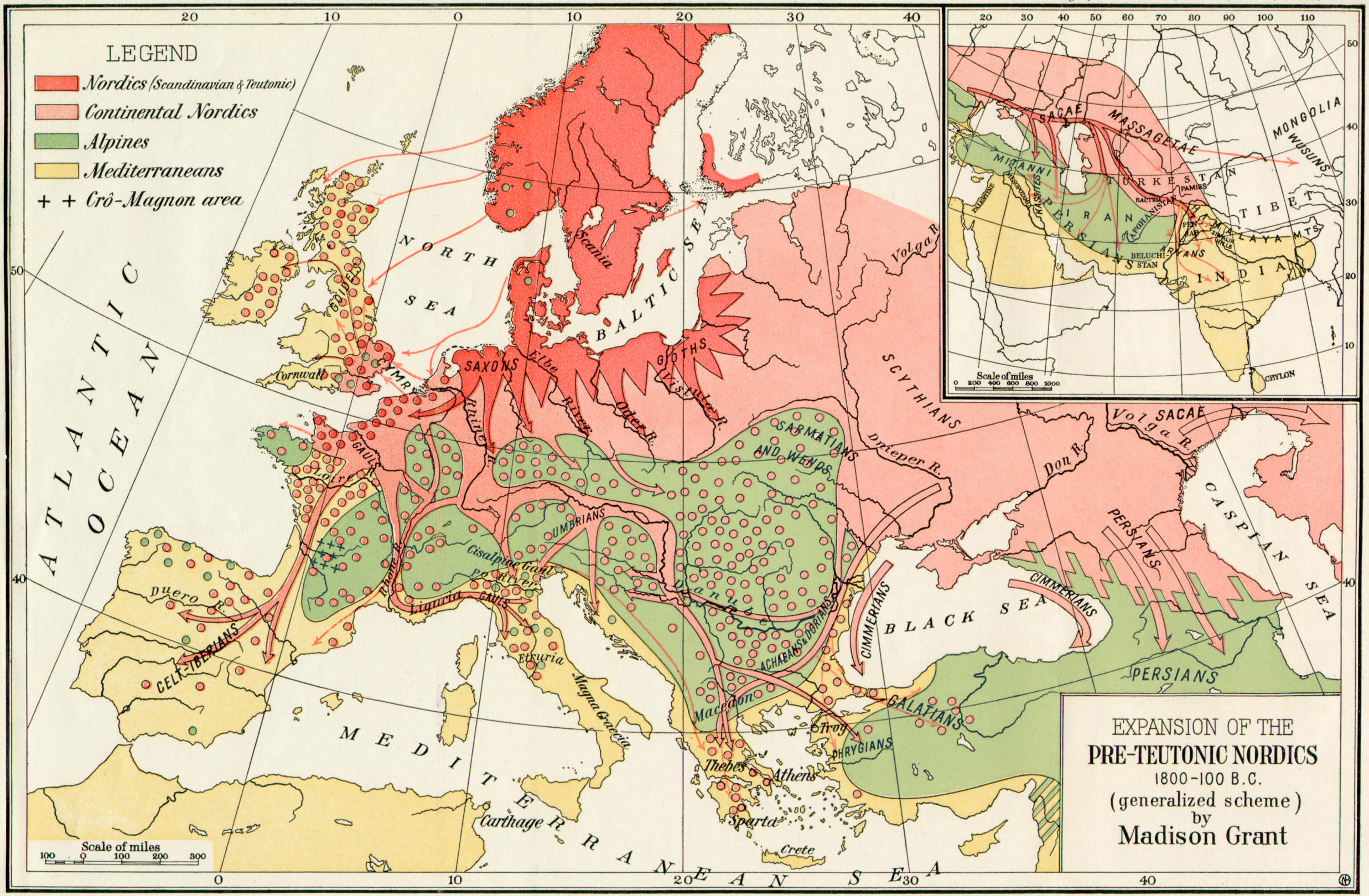
L'espansione degli indoeuropei considerata da Madison Grant come espansione degli ario-nordici "pre-teutonici"

A causa della povertà della propria regione d'origine questo popolo doveva avere in seguito cominciato a migrare, sottomettendo o sterminando i vari popoli via via incontrati; e il successo di queste spedizioni militari veniva attribuito proprio alla superiorità biologica nordica, responsabile anche dello sviluppo civile e culturale poi avviato dai popoli indoeuropei. Analizzando le fonti classiche si credette di trovare conferma della presenza di un solido nucleo razziale nordico nel mondo greco e romano (vari personaggi storici e letterari mostravano infatti fattezze nordiche). La civiltà classica e quella europea da questa originata (entrambe considerate le civilta superiori) finirono così per essere considerate un prodotto esclusivo e genuino della razza nordica, sviluppate dai suoi membri di stirpe ariana; viceversa, la decadenza della civiltà antica veniva attribuita alla successiva scomparsa, nel mondo mediterraneo, di tala aristocrazia ario-nordica, in seguito al meticciato con gli inferiori popoli pre-ariani e alle influenze culturali semitico-orientali. Alla popolarità dell'ipotesi settentrionale dell'Urheimat indoeuropea contribuì probabilmente anche l'esempio storico delle varie migrazioni germaniche dalla Tarda Antichità all'XI secolo, le cui dinamiche strutturali vennero proiettate indietro nel tempo, all'età protostorica.
Il nordicismo e l'arianesimo si fusero e si compenetrarono a vicenda e il termine "pura razza ariana" divenne sinonimo di "razza nordica", dando in tal modo una veste etno-linguistica ad una categoria biologica (o presunta tale). Gli abitanti delle aree in cui è presente la razza nordica e che mostravano le fattezze attribuite a quest'ultima furono perciò considerati "nordici" e "ariani puri"; nelle regioni più lontane dalla presunta Urheimat (ad esempio nella Germania meridionale) tale tipo nordico si faceva più raro o era presente in forme miste o edulcorate (conseguenza dell'incrocio tra gli ario-nordici e i popoli preesistenti). Il mondo germanico era reputato essere quello che aveva mantenuto maggiormente i caratteri ariani originari, destino diverso dai Paesi dell'Europa latina e soprattutto slava.

### "Destino storico" della Germania e Pangermanesimo
Per quanto esposto sopra, il mondo germanico (Scandinavia, Grande Germania, Paesi Bassi) era considerato il luogo in cui il retaggio ariano si era mantenuto meglio, sia negli aspetti biologici (patria dei nordici, per quanto i loro tratti fossero in parte edulcorati e rari nel sud) sia negli aspetti culturali (egemonia della cultura tedesca nel panorama europeo) e storici (si poneva in risalto il ruolo fondamentale e centrale avuto dalle stirpi germaniche e dall'Impero nella storia europea successiva all'antichità). Tutto ciò additava alla Germania, secondo l'ideologia nazionalista sviluppata a partire dall'Ottocento e ripresa integralmente da Hitler, un proprio destino storico, che era quello di essere la naturale guida del resto d'Europa (e in prospettiva del resto del mondo).
Per realizzare ciò era innanzitutto necessario che tutti i tedeschi sparsi per l'Europa (ein Volk) fossero politicamente uniti in un unico saldo stato nazionale (ein Reich), conscio della propria missione storica e tutto teso, sotto un'unica guida provvidenziale (ein Führer), a realizzare tale missione.
Da qui la politica pangermanista avviata dal regime, iniziata prima della guerra (annessioni dell'Austria, dei Sudeti, di Memel) e proseguita durante la guerra con altre annessioni effettuate o solo progettate.
Man mano che la Wehrmacht otteneva nuove vittorie, il progetto di unificazione politica dei tedeschi si allargò ad un più ampio progetto di unificazione politica dei popoli germanici, immaginando perciò di includere nel Reich (seppur con qualche margine di autonomia) anche la Scandinavia e i Paesi Bassi. Malgrado sia Hitler che Himmler fossero interessati a tale progetto di creazione di un Grande Reich esteso a tutti i germanici, l'idea in sé non fu mai universalmente fatta propria dal regime. Goebbels e il ministro degli esteri Ribbentrop inclinavano maggiormente verso un progetto più strettamente "tedesco": gli obiettivi dovevano essere l'inglobamento dei tedeschi etnici (includendovi anche i neerlandesi, che solo per ragioni storiche contingenti avevano adottato un idioma ufficiale differente dal tedesco standard) e la restaurazione dei vecchi confini del Sacro Romano Impero (annettendo così al Reich anche territori come la Boemia-Moravia e la Franca Contea), ma lasciando indipendenti i Paesi scandinavi, seppur rientranti nell'orbita egemonica tedesca come Stati satellite, destino riservato anche al resto d'Europa.

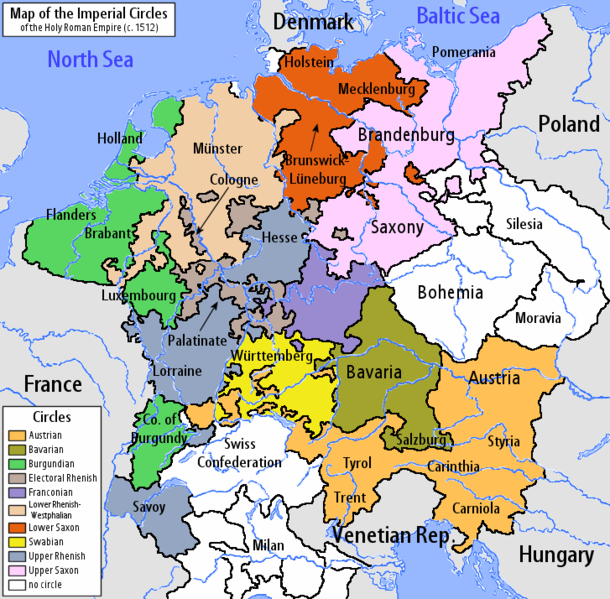
Mappa del Sacro Romano Impero (Primo Reich) nel 1512

### Spazio vitale
Accanto al progetto pangermanista (e a complemento di quello), l'altro grande obiettivo dell'espansionismo territoriale del Reich era l'acquisizione di un ampio Lebensraum (spazio vitale) nell'Europa orientale per il popolo tedesco che, secondo l'ideologia nazista, era confinato in un'area troppo ristretta, insufficiente a nutrirlo e limitativa della capacità di esplicare la propria "missione storica" (vedi alla sezione sopra). L'obiettivo principale di questo progetto era di rendere la Germania un sistema economico autarchico integrale. Lo sfruttamento delle immense risorse (agricole, minerarie, petrolifere) dei territori dell'est avrebbe garantito la piena autosufficienza economica, produttiva, alimentare ed energetica dello Stato tedesco; gli avrebbe inoltre consentito, mediante il controllo diretto di un territorio tanto vasto e ricco, di garantirsi una permanente egemonia nel continente europeo, di ascendere al ruolo di prima potenza mondiale e (grazie alla scomparsa della Russia) di spezzare l'accerchiamento, dovuto alla sua posizione geografica, in cui per molte volte nella storia si era ritrovato.
L'amministrazione e lo sfruttamento economico dello Spazio dovevano essere realizzati da una parte attraverso un processo di insediamento e colonizzazione da parte dei tedeschi, dall'altra mediante lo sterminio totale (per ebrei e zingari) e la forte riduzione numerica (attraverso deportazione, sterminio parziale o sterilizzazione) delle indigene popolazioni slave e baltiche (anche se era previsto un processo di acculturazione, o germanizzazione, per elementi razzialmente "di qualità"). Per quanto ad esempio riguardava i polacchi, si prevedeva che nel 1952 sarebbero rimasti in vita solo 3-4 milioni dei 35 milioni che risiedevano nell'ex Repubblica di Polonia; il loro compito sarebbe essenzialmente stato quello di servire da manodopera a basso costo per la macchina produttiva della Germania e per i colonizzatori tedeschi. A loro sarebbero stati impediti il matrimonio e ogni cura medica, in modo tale da liquidarli totalmente nell'arco di una generazione.
Come disse Hitler: Quanto ai due o tre milioni di uomini di cui abbiamo bisogno per portare a termine questo compito, li troveremo più rapidamente di quanto pensiamo. Verranno dalla Germania, dalla Scandinavia, dai Paesi occidentali e dall'America. Non sarò più qui per vedere tutto questo, ma tra vent'anni l'Ucraina sarà già una casa per venti milioni di abitanti oltre ai nativi.

## Atteggiamento nazista verso gli altri Paesi germanici

### Paesi Bassi storici
(Joseph Goebbels, )
I piani tedeschi per l'annessione dei Paesi Bassi storici (Regno dei Paesi Bassi, Belgio e Lussemburgo) furono portati ad un livello più avanzato di quelli per l'annessione dei Paesi scandinavi, in parte a causa della maggiore prossimità geografica, storica e culturale alla Germania dei primi rispetto ai secondi. Il Lussemburgo e il Belgio furono entrambi formalmente annessi alla Germania durante la guerra, rispettivamente nel 1942 e nel 1944: il primo fu aggregato al Gau Moselland, il secondo fu suddiviso in due Reichsgau, di Fiandre e di Vallonia (il progetto di istituirne un terzo, di Brabante, fu lasciato cadere) e in un distretto, comprendente Bruxelles. Il 5 aprile 1942, durante una cena col suo entourage, Hitler esternò la sua intenzione di annettere tutta la regione dei Paesi Bassi storici al Reich; a quel punto il Grande Reich Tedesco avrebbe potuto essere ridenominato Reich Germanico (o semplicemente "il Reich", nella lingua parlata) per rendere evidente questo cambiamento.
Questa volontà annessionistica da parte di Hitler non fu tuttavia sempre costante e subì mutamenti ed evoluzioni nel corso del tempo: ad esempio, nell'ottobre 1940, Hitler aveva dichiarato a Mussolini di avere intenzione di lasciare in uno stato di semi-indipendenza l'Olanda, in quanto desiderava che questa mantenesse il possesso del suo impero coloniale dopo la conclusione della guerra. Questo progetto ovviamente cadde dopo l'entrata in guerra del Giappone e l'occupazione dell'Indonesia neerlandese.
Alcuni piani tedeschi per l'Olanda suggeriscono che v'era l'intenzione di trasformarla in un Gau Westland, da suddividere eventualmente in cinque più piccoli Gau o gewesten (termine neerlandese indicante una suddivisione amministrativa). Fritz Schmidt, un ufficiale tedesco nell'Olanda occupata, sperava di diventare Gauleiter di questa nuova provincia del Reich, che avrebbe potuto essere chiamata Gau Holland, finché tutti i simboli nazionali olandesi non fossero stati vietati e tolti di mezzo. Rotterdam, che nel 1940 era stata ampiamente danneggiata dai bombardamenti, avrebbe dovuto essere ricostruita per divenire il più importante porto dell' "area germanica", grazie alla sua posizione alla foce del Reno.
Il fisioterapista personale di Himmler, Felix Kersten, suggerì che il modo migliore per integrare i neerlandesi (circa 8 milioni di individui all'epoca) al resto della nazione tedesca era di trasferirli in massa nelle terre agricole della Polonia occupata; in tal modo avrebbero perduto la propria identità nazionale, configurandosi soltanto come un gruppo linguistico all'interno del più ampio mondo tedesco, e avrebbero contribuito alla germanizzazione della Polonia, da cui dovevano essere espulsi gli Slavi. Se questo piano fosse stato applicato, Kersten proponeva di istituire, nell'Olanda "svuotata" di olandesi, una "SS provinz", con tutte le proprietà confiscate ai precedenti abitanti affidate a SS affidabili. Tuttavia questo progetto è considerato una leggenda da Loe de Jong nel suo libro Two Legends of the Third Reich.
La posizione nel futuro Stato pangermanico dei frisoni, un altro gruppo etnico germanico, fu discussa da Hitler il 5 aprile 1942. Himmler sosteneva, citando esperienze del feldmaresciallo Keitel, che non vi fosse grande spirito nazionale tra le varie etnie dei Paesi Bassi e di come i frisoni residenti in quest'ultimo paese odiassero gli olandesi e sentissero un maggior legame coi loro connazionali residenti nel Reich, al di là dell'Ems. Hitler convenne allora che la miglior opzione in questo caso sarebbe stata di unire le due regioni frisoni, divise da un confine statuale, in un'unica entità amministrativa e di ciò discusse in seguito anche con Arthur Seyss-Inquart, il governatore del Reichskommissariat Niederlande. Alla fine del maggio di quell'anno tali discussioni vennero apparentemente portate a termine, con la decisione di riunificare amministrativamente la Frisia e di staccarla dall'Olanda.
Per quanto riguarda la Vallonia, Hitler la considerava "in realtà una terra tedesca", che gradualmente era stata staccata dal resto del mondo germanico dalla romanizzazione dei valloni; secondo lui i tedeschi avevano tutto il diritto di "rigermanizzare" i valloni. Insieme alla decisione di annettere la Vallonia nella sua interezza, furono presi in esame anche altri territori situati sulla linea divisoria tra il mondo romanzo e quello germanico in Europa occidentale. Questi territori includevano la piccola comunità parlante l'idioma lussemburghese di Arlon, come anche la regione parlante un dialetto basso-tedesco a ovest di Eupen (il cosiddetto Platdietse Streek) intorno alla città di Limburgo, storica capitale dell'omonimo ducato.

### Paesi scandinavi
Dopo l'operazione Weserübung, Hitler annunciò che dalla Norvegia non se ne sarebbe mai andato, e che avrebbe visto di buon occhio l'annessione della Danimarca come provincia tedesca, a causa delle sue ridotte dimensioni e della relativa contiguità geografica alla Germania. Le speranze di Himmler erano di un'espansione di tale progetto anche all'Islanda, che doveva essere inclusa nel gruppo di Paesi germanici destinati all'aggregazione nel Grande Reich pannazionale. Egli era uno di quei membri del Partito coinvolti nelle credenze esoteriche, che ritenevano l'Islanda essere la mitica Thule, patria d'origine della razza ariana. Da un punto di vista puramente militare, il comando della Kriegsmarine era persuaso dei vantaggi che avrebbe comportato il possesso delle Isole Svalbard, dell'Islanda, della Groenlandia, delle Isole Feringie e possibilmente anche delle scozzesi Isole Shetland (rivendicate come antico territorio norvegese anche da Quisling), che avrebbe consentito il dominio tedesco dell'Alto Atlantico.
Furono stesi progetti per la fondazione di una metropoli tedesca di 300 000 abitanti chiamata Nordstern ("Stella del Nord") vicino alla città norvegese di Trondheim. A Nordstern avrebbe dovuto avere sede la più grossa base navale del Reich. La città avrebbe dovuto essere collegata alla Germania da un'autostrada, attraversante il Piccolo e il Grande Belt. Avrebbe anche dovuto avere un museo d'arte, naturalmente ospitante solo opere di artisti tedeschi.
Oltre alla Norvegia, alla Danimarca e ai possedimenti nordici di quest'ultima (Faroe, Islanda e Groenlandia), fu presa in considerazione dai nazisti anche l'aggregazione della Svezia al Reich. Himmler riteneva che gli svedesi fossero "l'epitome dello spirito e dell'uomo nordico" e progettava di incorporare la parte meridionale e centrale del Paese (quella di etnia germanica, escludendo i territori sami) al Reich. A tal scopo Himmler offrì di cedere la Svezia settentrionale, con la sua minoranza finnica, alla Finlandia, insieme al porto norvegese di Kirkenes, offerta rifiutata dal ministro degli esteri finlandese Witting. Felix Kersten disse che Himmler era rimasto deluso del fatto che con l'operazione Weserübung non fosse stata occupata anche la Svezia, ma di essere anche fiducioso che tale sbaglio sarebbe presto stato corretto. Nell'aprile 1942, Goebbels espresse una simile opinione nel suo diario, scrivendo che la Germania avrebbe dovuto occupare tale Paese durante la sua campagna nel nord, e che "questo Stato non ha comunque alcun diritto di esistere". Nel 1940 Hermann Göring immaginò che la posizione della Svezia nel futuro Reich pangermanico sarebbe stata simile a quella della Baviera nel Secondo Impero. Le etnicamente svedesi Isole Åland, il cui possesso era stato garantito alla Finlandia dalla Società delle Nazioni nel 1921, avrebbero dovuto seguire il destino della Svezia ed essere incorporate al Reich. Nella primavera del 1941, l'addetto militare tedesco a Helsinki riferì alla sua controparte svedese che la Germania avrebbe avuto bisogno di transitare per la Svezia per l'imminente attacco all'Unione Sovietica: in caso di risposta affermativa da parte svedese, Berlino avrebbe appoggiato Stoccolma nelle sue pretese di sovranità sulle Isole Åland.
Malgrado la maggioranza della sua popolazione fosse di lingua ugro-finnica e non indoeuropea, alla Finlandia era stato garantito lo status di "ariano ad honorem" (Ehrenarier), a causa del sostegno fornito contro l'URSS e dei tratti nordici della sua popolazione. La minoranza di lingua svedese del Paese, che nel 1941 sfiorava il 10% della popolazione totale, era considerata di stirpe germanica e di razza nordica ed era inizialmente preferita per il reclutamento dei battaglioni di volontari finnici delle SS. Malgrado venisse riconosciuto alla Finlandia questo status di nordico, la sua indipendenza non fu mai messa in discussione: essendo non popolata da genti germaniche avrebbe continuato la sua esistenza come Stato al di fuori del Reich ed avrebbe assorbito la Carelia sovietica. Hitler considerava inoltre il clima della Finlandia e della Carelia inadatto per la colonizzazione tedesca. Tuttavia secondo Kersten, dopo che la Finlandia ebbe siglato l'armistizio con l'Unione Sovietica, interrompendo le relazioni diplomatiche con l'ex alleato tedesco nel settembre 1944, Himmler provò rimorso per non aver fatto occupare il Paese ed averlo fatto trasformare in una "Finlandia nazionalsocialista con una prospettiva germanica".

### Svizzera e Liechtenstein
Per il principato di Liechtenstein, antico membro del Sacro Romano Impero e poi della Confederazione tedesca, si sarebbe applicato lo stesso schema del Lussemburgo, ovvero l'annessione pura e semplice in quanto territorio tedesco rimasto politicamente fuori dalla madrepatria per via delle contingenze storiche. La stessa implicita antipatia verso i Paesi neutrali come la Svezia fu tenuta anche nei confronti della Svizzera. Goebbels scrisse nel suo diario, il 18 dicembre 1941, che "Sarebbe un vero insulto a Dio se i neutrali non solo sopravvivessero a questa guerra, mentre le grandi potenze fanno simili grandi sacrifici, ma anche se se ne approfittassero. Faremo sicuramente in modo che ciò non avvenga."
Il popolo svizzero era considerato dagli ideologi nazisti come un semplice ramo della nazione tedesca, sebbene spiritualmente corrotto dai decadenti ideali occidentali della democrazia e del materialismo. Hitler descrisse gli svizzeri come "un ramo bastardo del nostro Volk" e lo Stato elvetico come "un brufolo sul volto dell'Europa", ritenendoli inadatti per la politica di colonizzazione che ci si apprestava a seguire nell'Europa orientale.
Himmler discusse con i suoi sottoposti dei piani per annettere almeno la parte tedesca del Paese al Reich, e fece vari nomi per l'ufficio di Reichskommissar per la riunione della Svizzera all'Impero tedesco (analogamente alla carica che Josef Bürckel ebbe in Austria dopo l'Anschluss). Successivamente questo plenipotenziario sarebbe dovuto divenire il nuovo Reichsstatthalter dell'area, dopo averne completato la totale assimilazione al resto della nazione tedesca. Nell'agosto 1940, il Gauleiter della Vestfalia meridionale Josef Wagner e il ministro presidente del Baden Walter Köhler si espressero in favore dell'incorporazione della Svizzera tedesca e romanda in un Reichsgau Burgund (vedi oltre) e suggerirono che la sede del governo di questa suddivisione amministrativa avrebbe dovuto essere il Palais des Nations di Ginevra.
L'operazione Tannenbaum, un'offensiva militare avente l'obiettivo di occupare tutto il Paese, da svolgere in cooperazione con l'Italia (che a sua volta desiderava annettersi le parti italiane della Confederazione), fu progettata per svolgersi nel periodo 1940-1941. Si prevedeva la partizione del Paese sulla linea mediana delle Alpi, lasciando all'Italia i cantoni Ticino, Grigioni, Vallese e parte di Uri e San Gallo, e alla Germania tutto il resto. La sua attuazione fu seriamente presa in considerazione dal comando tedesco dopo l'armistizio con la Francia, ma fu definitivamente rimandata dopo l'inizio dell'operazione Barbarossa, che deviò a est tutta l'attenzione e le energie della Wehrmacht.

## Francia orientale

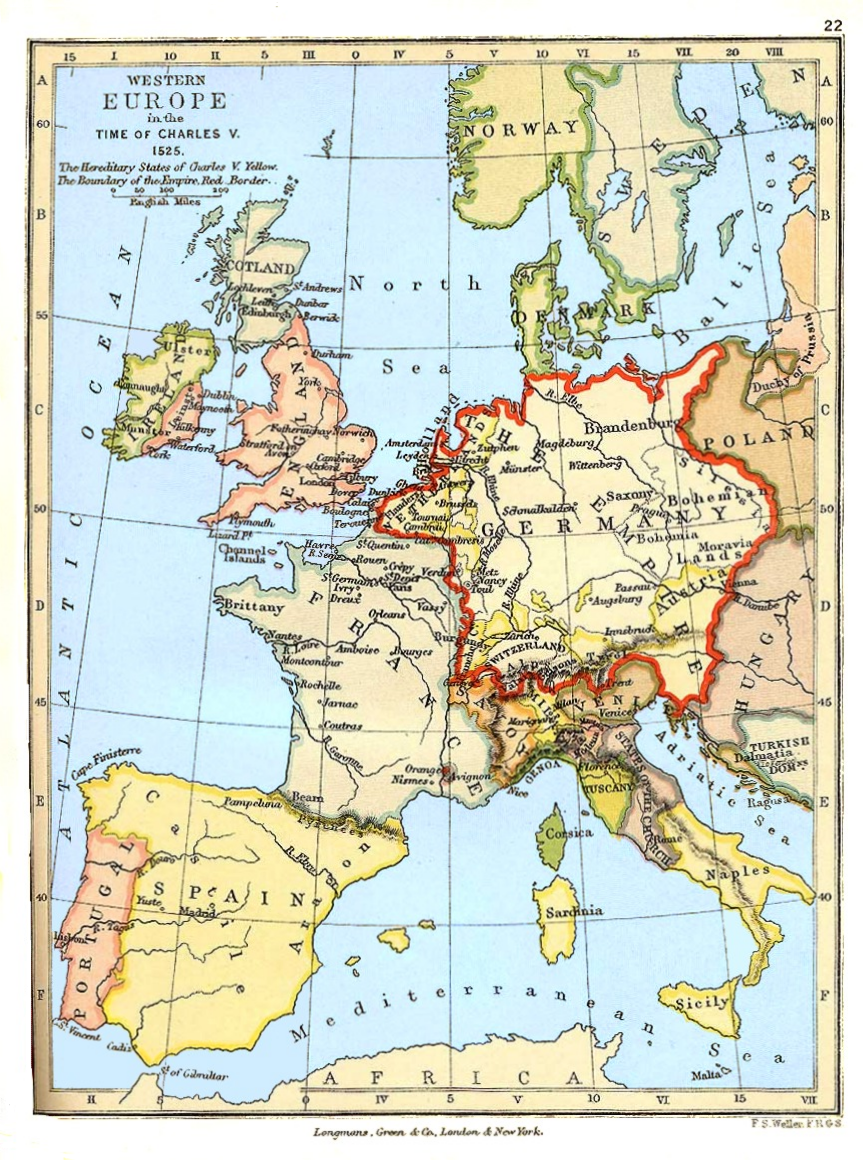
L'Europa occidentale nel 1525: i confini del Sacro Romano Impero, esclusi i territori italiani, sono marcati in rosso

In seguito al patto di Monaco, Hitler ed il primo ministro francese Édouard Daladier nel dicembre 1938 siglarono un accordo con cui dichiaravano definitivo il confine franco-tedesco, con la Germania che rinunciava ad ogni pretesa sull'Alsazia-Lorena e con i due Paesi che si impegnavano a dirimere pacificamente ogni controversia. Comunque, allo stesso tempo, Hitler privatamente ordinava al Comando Supremo della Wehrmacht di stendere piani di operazione per la guerra italo-tedesca contro la Francia.
Sotto gli auspici del segretario di Stato Wilhelm Stuckart il ministro dell'interno del Reich scrisse un memorandum per la futura annessione di una vasta porzione di territorio francese nel giugno 1940, che si estendeva dalla foce della Somme al lago Lemano e il 10 luglio 1940 Himmler la considerò area adatta per una vasta colonizzazione tedesca. Secondo un documento del dicembre 1940, il territorio da annettere avrebbe compreso ben nove dipartimenti francesi e l'opera di germanizzazione avrebbe previsto l'insediamento di un milione di tedeschi di "famiglie contadine". Himmler decise che, almeno in parte, sarebbero stati usati i sudtirolesi optanti per la Germania (vedi opzioni in Alto Adige) come coloni e che i villaggi della regione avrebbero dovuto ricevere nomi sudtirolesi richiamanti la terra d'origine dei coloni, come Bozen, Brixen e Meran. Nel 1942 tuttavia Hitler decise che i sudtirolesi avrebbero dovuto essere insediati in Crimea, e Himmler scrisse sconsolato "Per la Borgogna dovremo trovare un altro gruppo etnico germanico."
Hitler rivendicò anche parti di territorio francese situate al di là del vecchio confine del Sacro Romano Impero. Affermò che per garantire l'egemonia tedesca nel continente europeo la Germania avrebbe dovuto "mantenere punti di forza militari su quella che un tempo era la costa atlantica francese" e sottolineò che "nulla al mondo può persuaderci ad abbandonare tali forti posizioni come quelle sulle rive della Manica, catturate durante la campagna in Francia e consolidate dalla Organizzazione Todt". A molte città francesi sulla costa fu data da Hitler la designazione di Festung ("fortezza"; "roccaforte") come a Le Havre, Brest e St. Nazaire, suggerendo che sarebbero rimaste permanentemente sotto amministrazione tedesca dopo la guerra.

Come scrisse Goebbels sul suo diario il 26 aprile 1942: 

## Ruolo dell'Italia
Secondo Hitler, i tedeschi erano legati agli italiani più intimamente che a qualsiasi altro popolo del mondo:
Hitler dunque riteneva che gli italiani avessero un sufficiente retaggio ariano, ma disprezzava lo "sgradevole tipo" (presente soprattutto nel Mezzogiorno) che, a causa dei suoi tratti troppo mediterranei, riteneva avesse troppo sangue orientale o africano nelle vene. Il regime considerava la popolazione romana antica d'età repubblicana essere in larga parte composta da mediterranei; invece la classe patrizia era reputata essere composta da individui nordici, l'aristocrazia dei conquistatori indoeuropei; e questa minoranza nordica era ritenuta responsabile dell'ascesa della potenza e della civiltà romana. I nazisti ritenevano anche che il declino della potenza romana e della sua forza civilizzatrice fosse cominciato con il progressivo deterioramento e scomparsa di questa aristocrazia nordica (Entnordung).
Hitler nutriva grande ammirazione per l'Impero romano e per l'enorme peso sulla civiltà successiva della sua eredità storico-culturale.
Anche per il Rinascimento gli ideologi nazisti applicarono lo stesso schema "nordicista" adottato per la storia romana antica. Essi ascrissero il grande sviluppo civile, culturale ed economico dell'Italia basso-medievale e rinascimentale alla presenza di un forte retaggio razziale nordico nella popolazione: ad esempio l'ufficiale del Partito per gli affari esteri, Alfred Rosenberg, affermò che Michelangelo e Leonardo da Vinci presentassero una fisionomia tipicamente nordica. L'ufficiale tedesco Hermann Hartmann scrisse che Galileo Galilei era chiaramente un tipo nordico con radici germaniche, per via dei suoi capelli biondi, occhi azzurri e viso allungato. In ogni caso, anche quando non si poteva dimostrare la "nordicità" di un importante personaggio italiano dell'epoca, l'ideologia nazista prevedeva che un'anima nordica potesse anche abitare in un corpo non-nordico. Dopo la resa dell'Italia, Hitler dichiarò in conversazioni private che il Reich moderno avrebbe dovuto emulare la politica del suo predecessore medievale, annettendo territori italiani e in particolare la storica Langobardia Maior, la cui popolazione aveva in parte conservato un carattere germanico-ariano, a differenza dei territori dell'Europa orientale, abitati da una popolazione razzialmente aliena quasi per nulla marcata da contributo germanico.
La regione del Sudtirolo rappresentò, per la sua popolazione di lingua tedesca, sempre un terreno spinoso per i due regimi, italiano e tedesco. Dopo che Mussolini ebbe reso chiaro nel 1922 che non avrebbe mai rinunciato all'Alto Adige, Hitler adottò questa posizione. Nel Mein Kampf dichiarò di ritenere non fondamentale la questione sudtirolese, sostenendo che la Germania avrebbe ottenuto maggiori vantaggi mediante un'alleanza con l'Italia e che la colpa dell'italianizzazione della regione non doveva essere imputata all'Italia ma a tutti i traditori della causa nazionale nel 1918. Questa posizione di Hitler sulla questione fu faticosamente accettata all'interno del Partito.
Il 7 maggio 1938, durante una visita di Stato a Roma, Hitler dichiarò che egli considerava la frontiera del Brennero come inviolabile e di non avere nessuna mira territoriale sull'Alto Adige. Nel 1939, Mussolini e Hitler risolsero il problema dei tedeschi etnici dell'Alto Adige con un accordo: la frontiera del Brennero era dichiarata inviolabile, mentre ai sudtirolesi si dava l'opzione di rimanere nelle loro terre, ma di assimilarsi alla cultura italiana, o quella di ottenere la cittadinanza tedesca, ma di trasferirsi in Germania. La maggior parte optò per la cittadinanza tedesca.

Dopo che Vittorio Emanuele III ebbe rimosso Mussolini dalla carica di capo del governo, Hitler il 28 luglio 1943 iniziò a prepararsi alla più che probabile defezione dell'Italia dal campo dell'Asse, immaginando tra l'altro delle annessioni di territorio. In particolare Hitler prese in considerazione la creazione di uno "Stato lombardo", erede del Regno d'Italia medievale, da inglobare in forma autonoma nel Grande Reich, mentre alcuni territori nord-orientali sarebbero stati annessi alla Germania propriamente detta. Nello stesso periodo anche Himmler espresse propositi simili, dicendo a Felix Kersten che il Nord Italia (insieme alle aree italofone della Svizzera) avrebbe dovuto in ogni modo essere inglobato nel Grande Reich. Dopo la resa del Regno d'Italia agli Alleati nel settembre 1943, secondo quanto scritto da Goebbels sul suo diario il 29 settembre 1943, Hitler avrebbe espresso il desiderio di portare il confine italo-tedesco più a Sud dello spartiacque alpino fino a includere l'intero Veneto, che avrebbe dovuto essere annesso al Reich in una "forma autonoma" e dovuto beneficiare dell'afflusso post-bellico di turisti tedeschi.
(Joseph Goebbels, settembre 1943)
Dopo la liberazione di Mussolini e la fondazione della Repubblica Sociale Italiana (RSI), benché pressato da ufficiali della zona, Hitler si rifiutò tuttavia di annettere ufficialmente la provincia di Bolzano; decise invece che la RSI avrebbe dovuto mantenere formalmente la sovranità su quel territorio e proibì ogni misura che avrebbe potuto dare l'impressione di un'annessione. In ogni caso, il territorio altoatesino si ritrovò entro la Zona d'operazioni delle Prealpi (Operationszone Alpenvorland) che incluse anche le province di Trento e di Belluno, e che fu de facto incorporata nel tedesco Reichsgau Tirol-Vorarlberg e amministrata dal suo Gauleiter Franz Hofer. La regione identificata come Zona d'operazioni del Litorale adriatico (Operationszone Adriatisches Küstenland) che includeva le province di Udine, Gorizia, Trieste, Pola, gran parte di quella di Fiume e Lubiana fu invece de facto incorporata nel Reichsgau Kärnten e amministrata dal suo Gauleiter Friedrich Rainer.
In un ordine supplementare dell'OKW del 10 settembre 1943, Hitler decretava l'istituzione di ulteriori Zone d'operazioni in Italia, in modo da poter direttamente controllare tutto l'arco alpino, con le frontiere svizzera e francese. A differenza dell'Alpenvorland e del Küstenland, queste zone non ricevettero subito degli Alti commissari (oberster kommissar) come supervisori civili, ma erano regioni militari dove il potere era gestito dal Gruppo d'Armata B. La Zona d'operazioni Nordwest-Alpen o Schweizer Grenze (confine svizzero) era situata tra lo Stelvio e il Monte Rosa e avrebbe dovuto comprendere interamente le province di Sondrio e di Como e parte delle province di Brescia, Varese, Novara e Vercelli. La zona del Französische Grenze (confine francese) avrebbe dovuto comprendere le aree a ovest del Monte Rosa, ovvero la provincia di Aosta e parte di quella di Torino, e probabilmente anche aree delle province di Cuneo e Imperia.

## Ruolo della Gran Bretagna

### Regno Unito
L'unico Paese europeo in cui si parlasse una lingua germanica a non essere incluso nel progetto di unificazione pangermanica fu il Regno Unito, nonostante questo status di membro del mondo germanico gli fosse comunemente riconosciuto dal governo nazista. La dominante ideologia nordicista di Hans F.K. Günther teorizzava che gli Anglo-Sassoni avessero avuto maggior successo rispetto ai tedeschi nel mantenere la purezza razziale e che le isole e le aree costiere occidentali della Scozia, del Galles, della Cornovaglia e dell'Irlanda avessero anch'esse ricevuto un contributo addizionale di sangue nordico, attraverso le invasioni e la colonizzazione vichinghe nell'Alto Medioevo, che coinvolsero anche i regni anglosassoni dell'Anglia orientale e dell'Inghilterra settentrionale. Günther chiamò questo processo storico di progressive invasioni e colonizzazioni germaniche (dal V all'XI secolo, che coinvolse prima gli Angli e i Sassoni, poi i Norvegesi e i Danesi e infine i Normanni) Aufnordung ("nordicizzazione addizionale"), culminante nella conquista normanna dell'Inghilterra nel 1066. Günther riteneva dunque gli inglesi un popolo omogeneamente più nordico dei tedeschi, in quanto in Germania il tipo nordico era limitato per lo più al settentrione del Paese, mentre su scala nazionale era di gran lunga dominante il tipo alpino.   Secondo Günther il popolo inglese era stato plasmato dalla lotta e dalla sopravvivenza del più forte tra i vari popoli ariani dell'isola, e questa superiorità razziale derivata lo aveva reso in grado successivamente di perseguire una politica imperialista su scala globale.
Hitler si era dichiarato ammirato dalla politica coloniale britannica nel suo Zweites Buch, considerandola una prova della superiorità razziale dei popoli nordici, e sperava che la Germania avrebbe preso ispirazione da essa nella gestione del suo dominio nell'Europa orientale. Uno dei primi obiettivi di Hitler in politica estera, negli anni Trenta, fu di stabilire un'alleanza militare sia con i britannici che con gli italiani in funzione antifrancese, per assicurare alla Germania via libera nel progetto del Drang nach Osten, l'espansione ad Est. Anche durante la guerra la speranza di un'alleanza britannica rimase viva. Hitler avrebbe preferito vedere l'Impero britannico sopravvivere come grande potenza, in quanto temeva che il suo collasso avrebbe beneficiato altri Paesi più che la Germania, in particolare gli Stati Uniti. Dopo la guerra, Ribbentrop rivelò che nel 1935 Hitler aveva promesso di mettere a disposizione dodici divisioni tedesche per mantenere l'integrità territoriale dell'Impero britannico.
Le continue azioni militari contro la Gran Bretagna dopo la resa della Francia rientravano in un progetto che mirava a far sì che l'Inghilterra 'vedesse la luce' e stipulasse un armistizio con l'Asse; così, il 1 luglio 1940, fu inizialmente reputato la "probabile data" della cessazione delle ostilità. Il 21 maggio 1940, Franz Halder, capo dell'Oberkommando des Heeres, dopo un colloquio con Hitler scrisse nel suo diario: "Stiamo prendendo contatti con la Gran Bretagna sulle basi di una spartizione del mondo".
Da un punto di vista storico, si reputava che la situazione britannica dopo la vittoria tedesca nella guerra sarebbe stata analoga a quella dell'Impero austriaco dopo la sconfitta inflittagli dalla Prussia a Königgrätz nel 1866. Come l'Austria era stata esclusa dagli affari tedeschi, così l'Inghilterra sarebbe stata esclusa da quelli continentali in caso di vittoria tedesca. E sarebbe divenuta un importante alleato della Germania, così come avvenuto all'Austria-Ungheria.

### Isole del Canale
Era in progetto di aggregare permanentemente le britanniche isole normanne (o del Canale), ovvero i baliaggi di Guernsey e Jersey, al Grande Reich. Il 22 luglio 1940, Hitler disse che dopo la guerra le isole sarebbero dovute ricadere sotto l'amministrazione del Fronte tedesco del lavoro e trasformate in un centro vacanze Kraft durch Freude. Lo studioso Karl Heinz Pfeffer visitò le isole nel 1941 e consigliò che gli occupanti tedeschi avrebbero dovuto sempre ricordare agli isolani il loro retaggio normanno e trattare i due baliaggi come un " micro-stato germanico". Riteneva inoltre che si sarebbe dovuta adottare, nei confronti delle Isole, una politica analoga a quella tenuta dai britannici nella Colonia di Malta, dove la lingua maltese era stata "artificiosamente" supportata contro la lingua italiana.

## Isole atlantiche
Nell'estate del 1940 Hitler considerò la possibilità di occupare le portoghesi Azzorre, Capo Verde e Madeira e le spagnole Canarie per togliere agli inglesi delle potenziali basi da usare contro l'Europa occupata. Nel settembre 1940 Hitler discusse del problema in un colloquio con il ministro degli Esteri spagnolo Serrano Súñer, offrendo alla Spagna l'intero Marocco francese in cambio dell'occupazione tedesca di almeno una delle Canarie. Sebbene l'interesse di Hitler verso questi arcipelaghi atlantici nel 1940 fosse dettato essenzialmente da motivi militari, egli non aveva in progetto di restituire l'amministrazione degli stessi agli Stati possessori dopo la guerra.

## Europa sud-orientale

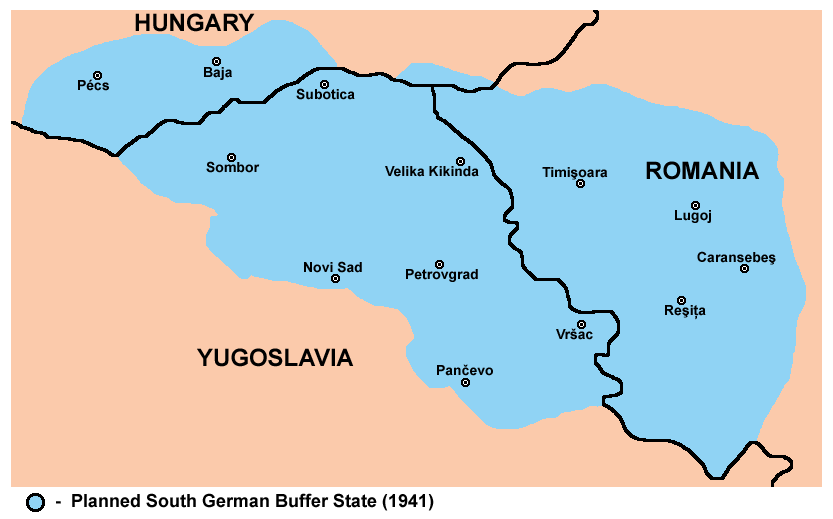
Territorio proposto per il futuro Prinz-Eugen-Gau.

Il progetto di istituzione di una "fortezza imperiale a Belgrado" (Reichfestung Belgrad) era stato contemplato in un "grande memorandum segreto" dal Segretario di Stato e capo-brigata delle SS Wilhelm Stuckart nel 1941. Ivi si sviluppavano considerazioni che apparentemente erano già state concordate tra le SS, il Ministero della Interno e il Ministero degli Esteri riguardo alla riorganizzazione della regione sud-orientale. Il memorandum trattava della "situazione e del futuro destino della Germania nei territori ex jugoslavi" dopo la spartizione della Jugoslavia. Le prime bozze per questo progetto erano già state elaborate nel 1939 sotto Werner Lorenz e l'Hauptamt Volksdeutsche Mittelstelle.
Nel memorandum di Stuckart si aggiornava quel progetto e si prevedeva di istituire una nuova frontiera militare del Reich sul Danubio, perno della quale doveva essere la fortezza di Belgrado, la cui guarnigione doveva essere composta da "tedeschi etnici" del Banato. La fortezza,  per la quale si proponeva il nome di Prinz-Eugen-Stadt, avrebbe avuto lo scopo di assicurare la permanente supremazia tedesca sul bacino del Danubio. Nel memorandum si presumeva che "il reinsediamento di tedeschi in questa divisione amministrativa sarà la logica conseguenza ".
Il successivo "Rappresentante speciale per il Sud-est" Hermann Neubacher suggerì nel 1941 che l'area intorno a Belgrado dovesse essere inclusa in un' "Area delle porte di ferro", con una centrale elettrica per l'approvvigionamento energetico e lo sviluppo economico della regione del Danubio, ma queste proposte furono abbandonate nel 1942 e, insieme agli altri progetti, rimasero “nell'ambito dei piani utopici per una riorganizzazione statale ed economica dei Balcani”. Tuttavia, dopo la sua conquista, Belgrado costituì il quartier generale dell'occupazione tedesca dell'Europa sud-orientale.
Oltre al generale entusiasmo dei tedeschi etnici della regione per le vittorie delle truppe tedesche, soprattutto nei primi giorni della seconda guerra mondiale, molti di loro seguirono anche lo sviluppo dei progetti trapelati dalle agenzie governative del Reich per una tale "area protetta" con grande interesse, il che permise la fioritura di speculazioni. Termini come Prinz-Eugen-Gau, Reichsgau Banat, Donauprotektorat, Schwabenland, Donaudeutschland o Autonomes Siebenbürgen furono proposti per designare tale territorio.
In ogni caso, anche senza l'annessione del Banato, gli Stati dell'Europa sud-orientale sarebbero rimasti solo formalmente indipendenti, mentre in realtà avrebbero gravitato come satelliti nell'orbita egemonica tedesca. Sembra che Hitler fosse inoltre intenzionato a mantenere il controllo dell'importante porto di Salonicco dopo la guerra, come sbocco sul Mediterraneo del Reich.

## Colonie extra-europee
La concezione geopolitica di Hitler sull'Africa occupò sempre una posizione secondaria rispetto alle questioni europee, in base al pensiero secondo cui "una politica coloniale ha senso solo se prima controlli il continente". I suoi stessi annunci pubblici prima della scoppio della guerra, in cui reclamava la restituzione delle ex-colonie tedesche, avevano lo scopo principale di fungere da merce di scambio per promuovere obiettivi territoriali nella stessa Europa. Questa zona era comunque destinata a cadere anch'essa sotto il controllo tedesco in un modo o nell'altro, dopo aver prima ottenuto la supremazia in Europa.
Le intenzioni generali di Hitler per la futura organizzazione dell'Africa prevedevano la divisione del continente in parti fondamentali. La parte settentrionale e orientale doveva essere assegnata all'alleato italiano, mentre la parte centrale sarebbe caduta sotto il controllo tedesco. Il rimanente settore meridionale sarebbe stato controllato da uno Stato Afrikaner filonazista costruito su base razziale. D'altronde, dal 1932 fino alla proibizione nel 1934, esistette un comitato nazionale della NSDAP/AO nell'Unione del Sud Africa, che godette di grande popolarità e gestì numerosi uffici nell'ex Africa Tedesca del Sud-Ovest (oggi Namibia).
All'inizio del 1940 il Ministro degli Esteri Joachim von Ribbentrop si mise in contatto con i leader sudafricani ritenuti simpatizzanti della causa nazionalsocialista, informandoli che la Germania era intenzionata a reclamare la sua precedente colonia dell'Africa del Sud-Ovest, divenuta poi un mandato dell'Unione Sudafricana. Il Sudafrica sarebbe stato compensato con l'acquisizione territoriale dei protettorati britannici dello Swaziland, del Basutoland e del Bechuanaland e della colonia della Rhodesia Meridionale. Sulla divisione delle colonie francesi tra Italia e Spagna, Hitler preferì non pronunciarsi durante la guerra per non perdere l'appoggio della Francia di Vichy.
Nel 1940 lo stato maggiore della Kriegsmarine elaborò un piano molto più dettagliato, corredato da una mappa che mostrava una proposta di impero coloniale tedesco delineato in blu (il colore tradizionalmente utilizzato nella cartografia tedesca per indicare i possedimenti tedeschi, in contrasto con il rosso o rosa che rappresentava l'Impero britannico) in Africa sub-sahariana, che si estendeva dall'Oceano Atlantico all'Oceano Indiano. Tale progetto sarebbe stato il raggiungimento dell'agognato obiettivo tedesco della Mittelafrika, e forse sarebbe stato persino più ambizioso. Inoltre, sarebbe anche servito per fornire una base dalla quale la Germania avrebbe raggiunto una posizione preminente nel continente africano, così come la conquista dell'Europa orientale le avrebbe fatto ottenere uno status analogo su tutto il continente europeo.
A differenza dei territori che sarebbero stati acquistati in Europa (in particolare nella Russia europea), per queste aree non era però previsto un ampio insediamento di coloni. La creazione di un vasto impero coloniale extra-europeo doveva servire principalmente a fini economici, in quanto avrebbe fornito alla Germania la maggior parte delle risorse naturali che non sarebbe stata in grado di trovare nei suoi possedimenti europei, così come un supplemento di manodopera quasi illimitata. La politica razziale della Germania nazista sarebbe comunque stata applicata rigorosamente, con la segregazione di bianchi e neri e la proibizione e punizione dei rapporti interrazziali.
Tale impero coloniale sarebbe stato costituito da tutte e quattro le colonie africane perse dopo la prima guerra mondiale, oltre a numerosi dei possedimenti di Francia, Belgio e Gran Bretagna: l'Africa equatoriale francese e il Congo belga, la Rhodesia Settentrionale (quella meridionale forse sarebbe stata ceduta al Sudafrica), il Nyasaland, il Kenya meridionale (il Kenya settentrionale all'Italia), Uganda, Nigeria, Dahomey, la Costa d'Oro britannica, Zanzibar, quasi tutto il Niger e anche le basi navali di Dakar e Bathurst.
Una seconda parte del piano comportava la costruzione di un'enorme serie di basi navali e aeree fortificate per le future operazioni contro l'emisfero occidentale attraversa gran parte della costa atlantica dell'Europa e dell'Africa da Trondheim in Norvegia fino al Congo belga, come così come molte isole come Capo Verde e le Azzorre.

## Lebensraumad Est e confine eurasiatico

Piani tedeschi per l'amministrazione dello spazio vitale: si possono vedere il Governatorato Generale e i Reichskommissariat Ukraine, Ostland, Moskowien, Kaukasus, Ural e Turkestan

Nell'estate 1941, l'ideologo nazista Alfred Rosenberg propose un piano per l'amministrazione dei territori dell'Unione Sovietica una volta che l'operazione Barbarossa fosse andata a buon fine. Il piano prevedeva l'istituzione dei seguenti cinque Reichskommissariat:
- Reichskommissariat Ostland (RKO) (comprendente i Paesi Baltici e la Bielorussia, esteso verso est includendo alcuni territori della Russia occidentale) 1941–1944/45.
- Reichskommissariat Ukraine (RKU) (comprendente l'Ucraina con l'esclusione di Est Galizia, Transnistria rumena e Crimea, esteso verso est fino al Volga); 1941–1944.
- Reichskommissariat Moskowien (RKM) (area metropolitana di Mosca ed il resto della Russia europea con l'esclusione della Carelia e della penisola di Kola, promesse alla Finlandia); mai completamente istituito a causa dell'arresto dell'avanzata tedesca tra il 1941 e il 1942.
- Reichskommissariat Kaukasus (RKK) (Russia meridionale e area del Caucaso);  mai completamente istituito a causa dell'arresto dell'avanzata tedesca tra il 1942 e il 1943.
- Reichskommissariat Turkestan (RKT) (territori e repubbliche dell'Asia centrale); mai istituito.

Su richiesta di Hitler il progetto per il futuro del Turkestan fu temporaneamente accantonato da Rosenberg, al quale fu invece ordinato di concentrarsi più sull'Europa. Fu deciso che l'Asia centrale e la Siberia occidentale sarebbero state un obiettivo futuro per l'espansione tedesca, non appena le truppe tedesche fossero state pronte a muoversi più a est dopo il consolidamento delle proprie posizioni nella Russia europea. Inoltre, la contemporanea istituzione nell'area del Reichskommissariat e della sfera di co-prosperità della Grande Asia orientale da parte del principale alleato della Germania, l'Impero giapponese, sarebbe potuto diventare un grosso problema.
In diversi momenti, fu ipotizzata la creazione di altri Reichskommissariat, tra questi il Don-Wolga e l'Ural per la zona centrale e meridionale della regione degli Urali.
La seguente tabella illustra le stime per i piani di pulizia etnica (mediante diretta eliminazione fisica, deportazione, carestia, morte per lavori forzati o sterilizzazione) per i territori dello Spazio vitale. Se il piano fosse stato effettivamente messo in atto in tale forma avrebbe comportato, nell'arco di qualche decennio, alla rimozione dal Lebensraum di oltre 100 milioni di persone:
| Gruppo etnico | Percentuale da sterminare o deportare  |
| ------------- | -------------------------------------- |
| Russi         | 50-60% da sterminare, 15% da deportare |
| Estoni        | 50%                                    |
| Lettoni       | 50%                                    |
| Cechi         | 50%                                    |
| Ucraini       | 65%                                    |
| Bielorussi    | 75%                                    |
| Polacchi      | 80–85%                                 |
| Lituani       | 85%                                    |
| Letgalli      | 100%                                   |
| Ebrei         | 100%                                   |
| Rom e Sinti   | 100%                                   |

     Germania/Lebensraum
     Impero italiano/Spazio vitale
     Impero giapponese/Sfera di co-prosperità
     Confine proposto dal Giappone
     Confine proposto dalla Germania

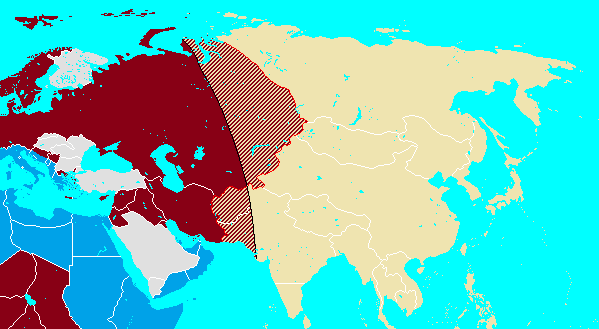
La divisione dell'Eurafrasia tra le tre principali potenze dell'Asse:
Germania/Lebensraum
Impero italiano/Spazio vitale
Impero giapponese/Sfera di co-prosperitàIn grigio le potenze minori dell'Asse cui sarebbe stato concesso un «piccolo spazio».
La linea di demarcazione tra la sfera d'influenza germanica e quella giapponese sarebbe dovuta essere il 70º meridiano E (proposta nipponica, con spartizione dell'India britannica), sebbene i tedeschi proponessero la linea Enisej-confine URSS/Cina- confine URSS/Afghanistan - confine Iran-India britannica:
Confine proposto dal Giappone
Confine proposto dalla Germania

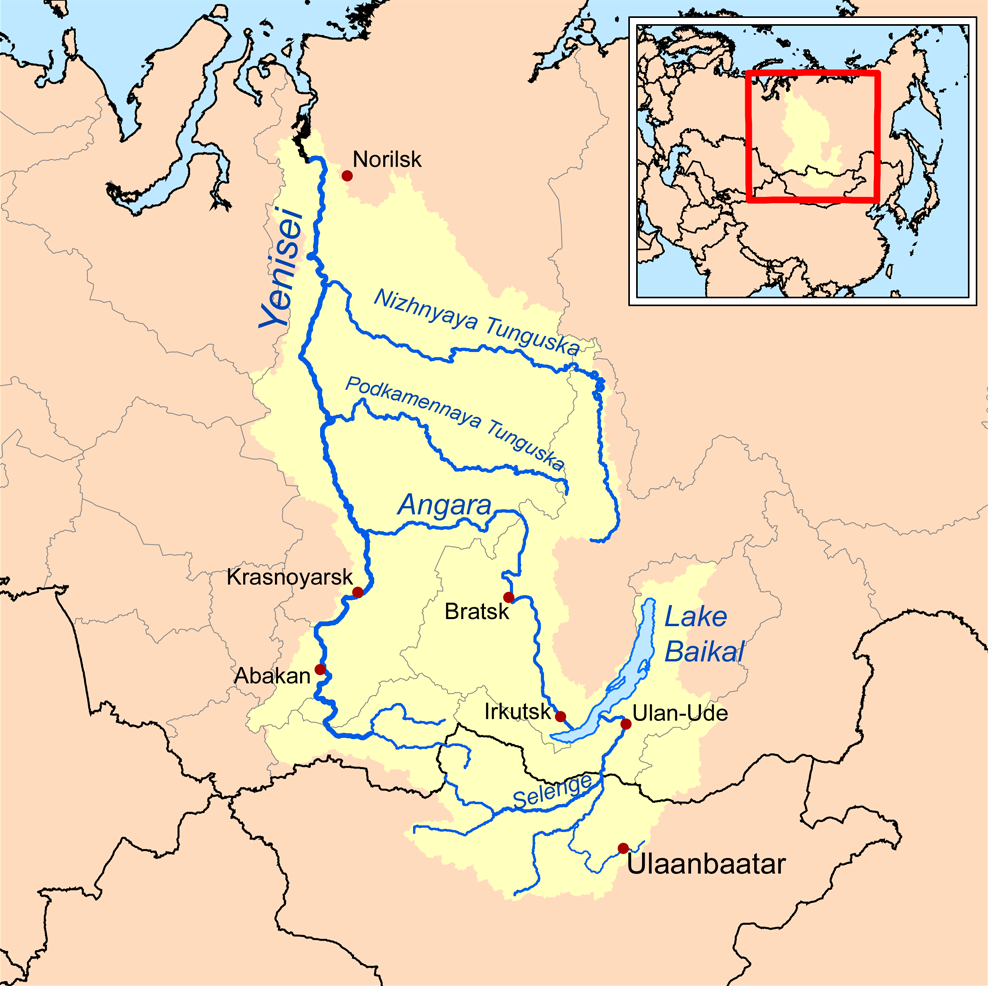
Il bacino del fiume Enisej in Siberia. Il fiume Enisej avrebbe dovuto essere la linea di divisione in Eurasia tra la sfera di influenza giapponese ed il Terzo Reich.

Dopo che la Germania, l'Italia e il Giappone cementarono la propria alleanza militare (Patto tripartito o Asse Roma-Berlino-Tokyo) dichiarando mutualmente guerra agli Stati Uniti d'America l'11 dicembre 1941 (come conseguenza dell'attacco di Pearl Harbor), i giapponesi proposero un trattato territoriale alle due principali Potenze dell'Asse europee concernente una spartizione chiara del continente asiatico. Il 15 dicembre dello stesso anno proposero ai tedeschi un'elaborata convenzione militare che avrebbe delimitato in Asia due differenti "sfere operazionali" (zone di responsabilità militare) lungo la linea del 70º meridiano orientale, procedendo a sud lungo l'estuario artico del fiume Ob, proseguendo appena ad est di Khost in Afghanistan e poi fino all'Oceano indiano ad ovest di Rajkot in India, per separare le terre del Lebensraum germanico e dello spazio vitale italiano ad ovest di tale confine dalla sfera di co-prosperità della Grande Asia orientale giapponese ad est del medesimo, subito dopo la vittoria totale ottenuta contro l'Unione Sovietica.
I tedeschi inizialmente rifiutarono tale proposta. Tale confine, fissato arbitrariamente dai giapponesi, venne in seguito criticato dall'Ufficio economia e armamenti bellici dell'OKW (Wi Rü Amt), in quanto, basandosi su una linea immaginaria di longitudine, avrebbe tagliato in due e quindi separato territori e stati che comprendevano unità economiche organiche le cui parti dipendevano reciprocamente. La Wehrmacht propose pertanto una linea di divisione che avrebbe invece seguito confini internazionali preesistenti, lungo il confine orientale dell'Iran, il confine settentrionale dell'Afghanistan, il confine occidentale della Cina fino a Tannu Tuva e poi verso nord lungo il fiume Enisej fino all'Oceano Artico. Sebbene la proposta tedesca avesse assegnato tutta l'India britannica e l'Afghanistan al Giappone (mentre in base alla proposta del Paese del Sol Levante tali territori avrebbero dovuto essere spartiti tra le due potenze), la Germania ne avrebbe guadagnato una migliore e molto ben più facilmente difendibile frontiera in Siberia, nonché il controllo del bacino industriale di Kuznetsk, oltre alle ricche riserve di minerale di ferro dei monti Urali orientali.
Adolf Hitler aveva invece ritenuto la proposta iniziale giapponese accettabile e l'aveva approvata in pieno, forse perché non ipotizzava che il Grande Reich Tedesco avrebbe fin da subito ottenuto territori oltre gli Urali.
Nel 1942 si tenne una conferenza diplomatica segreta tra la Germania ed il Giappone, nella quale le due potenze decisero di spartirsi l'Asia lungo la linea che segue il fiume Enisej fino al confine della Cina, e poi lungo il confine tra Cina e l'Unione Sovietica, i confini settentrionali e occidentali dell'Afghanistan, e il confine tra l'Iran e l'India (l'odierno Pakistan era allora parte dell'Impero anglo-indiano).